# Hester Carvalho
Hester Carvalho (Amsterdam, 1964) is een Nederlandse muziekjournalist en auteur.

## Loopbaan
Hester Carvalho studeerde Japanse taal- en Letterkunde aan de Universiteit Leiden. Daarna was ze redacteur bij de VPRO en sinds 1990 schrijft ze over popmuziek voor NRC. Ook schreef ze diverse boeken, waaronder een boek over de geschiedenis van Paradiso.

## Prijzen
- Pop Pers Prijs (2003)[4]
- Jip Golsteijn Journalistiekprijs (2006) voor 'God op zakenreis', een recensie van een concert van Tom Waits[2]